# Isala Van Diest

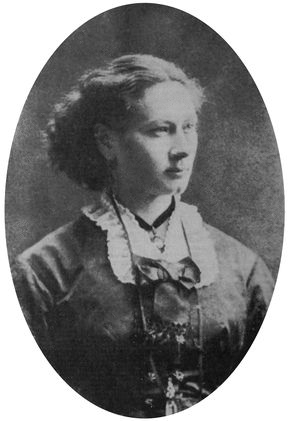
Isala Van Diest

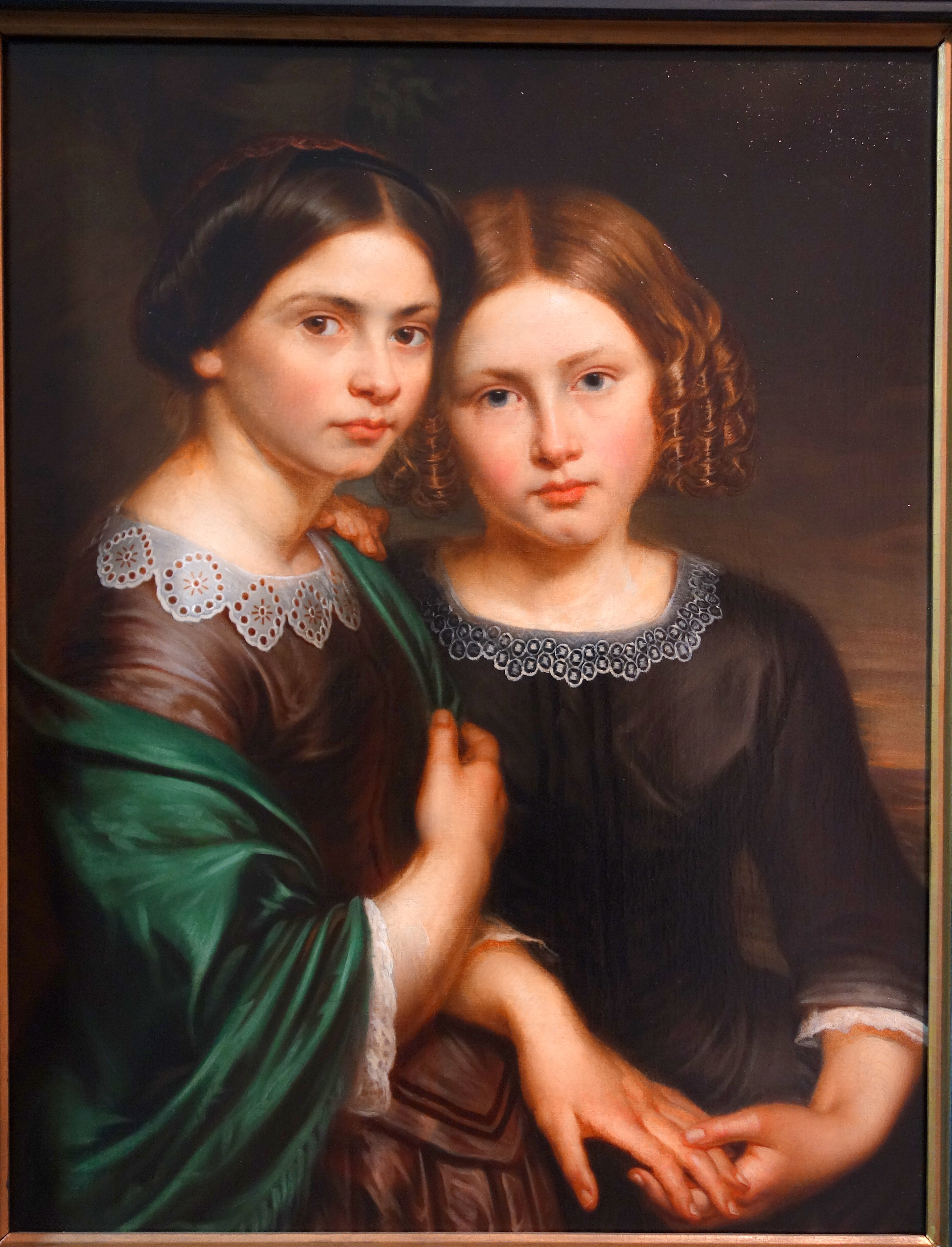
Die Schwestern Miranda und Isala Van Diest, Gemälde von Pierre Joseph Steger, 1855

 Anne Catherine Albertine Isala Van Diest (* 7. Mai 1842 in Löwen, Belgien; † 9. Februar 1916 in Knokke, Belgien) war eine belgische Medizinerin und Frauenrechtlerin. Sie war die erste Ärztin und die erste weibliche Hochschulabsolventin in Belgien.

## Leben und Werk
Van Diest war die Tochter des Chirurgen und Geburtshelfers Pierre Joseph Van Diest. Sie und ihre Schwestern erhielten dieselbe Ausbildung wie ihr Bruder. Ihre Mutter nahm sie mit auf eine Reise nach England, wo sie mit dem fortschrittlichen Umfeld in Kontakt kamen. Da das Gymnasium zu diesem Zeitpunkt in Belgien für Mädchen noch nicht zugänglich war, reiste sie nach Bern, wo sie zur Vorbereitung auf die Universität in einem Internat aufgenommen wurde. Sie kehrte 1873 nach Belgien zurück und versuchte sich an der Medizinischen Fakultät der Katholischen Universität Löwen einzuschreiben. Da ihre Einschreibung abgelehnt wurde, schlug man ihr vor, stattdessen Hebamme zu werden. Sie lehnte diesen Vorschlag aber ab.
Nach einem Vorbereitungskurs in Deutschland, um ihr Deutsch und vor allem Mathematik und Latein zu stärken, kehrte sie im Sommer 1874 nach Bern zurück, da sich die Schweizer Universitäten als erste in Europa für Frauen öffneten und sie dort Medizin studieren konnte. An der Universität Bern begann sie eine naturwissenschaftliche Ausbildung. 1876 promovierte sie in Naturwissenschaften und 1879 promovierte sie in Medizin mit einer Arbeit über den Zustand der Gefängnishygiene, in der sie sich für Reformen des Strafvollzugs einsetzte. Ihre Dissertation entstand im Kontext der großen Reformen des Strafvollzugs, die im 19. Jahrhundert stattfanden. Frühere Debatten zu diesem Thema in den 1830er und 1840er Jahren konzentrierten sich hauptsächlich auf den strafrechtlichen Aspekt. Ab der zweiten Hälfte des 19. Jahrhunderts dominierte die medizinische Sichtweise die Debatte um das Gefängnis.
Anschließend übte sie ihren Beruf zwei Jahre lang in England aus, wo seit 1866 Ärztinnen frei praktizieren durften. Sie war dem New Hospital for Women angeschlossen und lernte während dieser Zeit viele britische Feministinnen kennen. Sie kehrte dann erneut nach Belgien zurück. Sie musste jedoch, um ihre medizinischen Qualifikationen anerkennen zu lassen, zusätzliche Kurse an der Université Libre de Bruxelles absolvieren, die seit 1880 für Frauen geöffnet war. 1883 erhielt sie das belgische Diplom als Doktor der Medizin, Chirurgie und Geburtshilfe. 1884 war ein königlicher Erlass erforderlich, um die Erlaubnis zur Eröffnung einer eigenen Arztpraxis in Brüssel zu erhalten. 
Viele ihrer Patienten stammten aus den oberen Schichten der Brüsseler Gesellschaft, aber sie behandelte auch die Bewohnerinnen eines Frauenhauses für ehemalige Prostituierte. 1881 war sie an der Gründung der Society of Public Morality beteiligt, einer pluralistischen Organisation unter dem Vorsitz von Émile Louis Victor de Laveleye, deren Ziel es war, den internationalen Frauenhandel zu bekämpfen und die Prostitution zu regulieren. 1889 trat sie dem Exekutivkomitee der Organisation bei und war dort bis 1902 tätig. Als Feministin gründete sie mit Marie Popelin, der ersten Belgierin, die einen Abschluss in Rechtswissenschaften erhielt, die belgische Liga für die Rechte der Frauen Ligue belge du droit des femmes.
1902 verlor sie nach und nach ihr Augenlicht, beendete ihre berufliche Tätigkeit und zog nach Knokke, wo sie ihre letzten Lebensjahre verbrachte.

## Ehrungen
- 1914 ehrte die Stadt Antwerpen sie mit der Ehrenpräsidentschaft für die Sektion „Université et laboratoire“ der Ausstellung „La Femme Contemporaine“.[4]
- Anlässlich des 100. Jahrestages des Internationalen Frauentages im Jahr 2011 hat die belgische Regierung zusammen mit der ersten belgischen Anwältin Marie Popelin zu Ehren von Van Diest eine 2-Euro-Münze ausgegeben. Es war das erste Mal, dass Frauen, die nicht der belgischen Königsfamilie angehören, auf einer offiziellen Münze erschienen.[5]
- In Brüssel wurde 2020 die Rue Isala Van nach ihr benannt.[6]
- Nach Isala Van Diest wurde 2020 eine Forschungsgruppe der Universität Antwerpen benannt, die Forschungen zum vaginalen Mikrobiom betreibt.[7]
- Am 24. November 2021 wurde ein Doodle zu Ehren von Van Diest veröffentlicht, da an diesem Tag im Jahr 1884 ein Regierungsdekret in Kraft trat, das Van Diest erlaubte, in Belgien Medizin zu praktizieren.[8][9]